# Hegiră
Hegira (arabă هِجْرَة; transliterat: Hijra sau Hejira) este data când profetul Mahomed emigră de la Mecca la Medina, considerată ca începutul erei musulmane. Anul 1 al hegirei din calendarul musulman corespunde cu data de 16 iulie 622 d. Hr. din calendarul gregorian. AH, este abrevierea latină pentru Anno Hegirae („după hegiră”).